# 膜苞石头花
膜苞石头花（学名：Gypsophila cephalotes）是石竹科石头花属的植物。分布于蒙古、俄罗斯、哈萨克斯坦以及中国大陆的新疆等地，生长于海拔1,000米至3,950米的地区，一般生长在山坡草地，目前尚未由人工引种栽培。

## 别名
头状花霞草（拉汉种子植物名称）